# Амфибијска операција
Амфибијска операција је комбинована нападна операција морнаричкодесантних, поморских, ваздухопловних и копнених снага с мора и из ваздуха против обале коју брани и контролише противник. Врши се ради заузимања десантне основице.
Током амфибијске операције, основне десантне снаге се превозе морем и искрцавају на обалу. Послије заузимања десантне основе престаје амфибијска, а наставља се копнена операција.
Појам амфибијска операција користи се превасходно у литератури западних земаља, а у нашој се примјењују углавном називи десант или поморскодесантна операција.